# 1re série 1953/54
Die Saison 1953/54 war die 32. Spielzeit der 1re série, der höchsten französischen Eishockeyspielklasse. Meister wurde zum insgesamt 14. Mal in der Vereinsgeschichte der Chamonix Hockey Club. 

## Meisterschaft
- 1. Platz: Chamonix Hockey Club
- 2. Platz: Paris Université Club
- 3. Platz: CSG Paris
- 4. Platz: Diables Rouges de Briançon
- 5. Platz: Ours de Villard-de-Lans
- 6. Platz: Radio Tout Sport